# Nectandra viburnoides
Nectandra viburnoides és una espècie de la família de les lauràcies, nativa de l'Amazonia localment coneguda com a canelo (en castellà) o Deyeokatohue (en Huao terero).

## Descripció
És un arbre que ateny els 25 metres d'alçada, de tronc llis i escorça marró fosc, amb nombroses lenticel·les allargades verticalment. L'escorça interior és groguenca i desprén una agradable olor aromàtica (fet pel qual se l'anomena canelo en castellà). Els branquillons presenten pilositat simple. Les fulles són el·líptiques de 12-29 cm de llargada, de marge enter, estretes, simples i de disposició alterna. L'anvers és lleugerament brillant mentre que el revers és opac i de textura sedesa degut a la presència de tricomes curts visibles amb lupa. L'àpex de la fulla és agut i la base és atenuda, acabada en un pecíol de 1-2,5 centímetres de longitud. Els nervis del limbe són ben marcats, fesos per la part superior i prominents en la inferior. La nerviació secundària també és fesa en l'anvers i prominent en el revers, de disposició ascendent; els nervis basals acaben al marge de la fulla mentre que els superiors formen un arc i s'uneixen amb el nervi secundari següent. Es diferencia de les altres lauràcies per que té la nerviació fesa en l'anvers de la fulla. Floreix a l'abril i d'octubre a novembre. Les flors s'agrupen en inflorescències axil·lars o subterminals en panícula. Les flors són bisexuals amb 6 tèpals, 9 estams i anteres de 4 teques. El fruit és una drupa globosa de color negre al madurar, amb receptacle basal vermellós. Fructifica durant el gener i l'octubre.

## Ecologia
És una espècie comú en boscos de terra ferma i periòdicament inundats de l'Amazonia. És present a Yasuní (Equador) i altres regions de l'Amazonia del Perú, tot i que també és citada al Brasil. des dels nivell del mar fins als 500 metres. Els seus fruits són molt apreciats per les mones aranya, tucans i altres espècies d'ocells. Tradicionalment els Huorani l'han utilitzat per a la construcció de cases i mobles.